# アトラクティブ
アトラクティブ合同会社（英: Attractive LLC）は、東京都中野区に本社を置く芸能プロダクション。
Japan production guild（日本プロダクション協会）加盟プロダクション。

## 概要
名東で神納花の担当マネージャーだった人物が立ち上げたAV女優のマネジメントを手掛ける事務所である。なお、3年間休養していた神納は、復帰後当事務所に所属している。
2020年にエンタ!959にて事務所名のついた冠番組、『アトラクティブ女学園』が開始された。
スカパー！アダルト放送大賞2023では有村のぞみ、岬あずさの2名がノミネートした。

## 所属モデル
- 葵いぶき
- 皆瀬あかり
- 西野絵美
- みなと羽琉
- 一心えりか
- 有村のぞみ
- 黒木奈美
- 松井日奈子
- 日向由奈
- 星空めい
- 藤子みお
- 雪乃える
- 豊岡さつき
- 神納花
- 知花しおん
- 姫川ゆうな
- 藤野つかさ
- 渚ひまわり
- 日々樹梨花
- 宮野かな
- 水谷めろ
- 天城雪乃
- 竹内あや
- 愛才りあ

## 過去の所属モデル
- 藍川みれい
- 安達ゆら
- 有坂深雪
- 伊織羽音
- 一花みお
- 楓ふうあ
- 神楽りん
- 片瀬みさ
- 如月ましろ
- 香坂のあ
- 末永愛理
- 高梨ゆあ
- 月永ゆら
- 月乃しずく
- 中条りか
- 桃愛ゆえ
- 永瀬ゆい
- 渚このみ
- 橋本りこ
- 葉月桃
- 柊るい
- 日向ふわり
- 星乃星良
- 美井ひなの
- 岬あずさ
- 水咲結乃
- 宮森みすず
- 八乙女なな
- ロビン